# Aberporth
Aberporth är en ort och community i Storbritannien.   Den ligger i kommunen Ceredigion och riksdelen Wales, i den södra delen av landet, 300 km väster om huvudstaden London. 
I Aberporth ligger flygplatsen Aberporth Airport, även benämnd West Wales Airport.